# Claire Nicole
Pour les articles homonymes, voir Nicole.
Claire Nicole, née le 23 juin 1941 à Morges, est une artiste peintre et graveur suisse.

## Biographie
Dès 1988, elle crée des livres d'artiste seule ou en association avec des poètes, des écrivains, des maisons d'édition comme Passage d'encres en France ou Couleurs d'encre à Lausanne en Suisse. Elle crée aussi des livres illustrés, des livres uniques. « Il n'y a pas un livre en particulier que j'aimerais mettre en valeur plus qu'un autre, chacun étant le fruit d'une rencontre avec un éditeur ou avec un écrivain, d'où une incroyable diversité d'échanges et de concepts. »
En 2004 et en 2005, elle a résidé à la Cité internationale des arts à Paris, où elle a expérimenté de nouvelles techniques, comme l’acrylique, et utilisé de nouveaux supports.

## Œuvre
Claire Nicole explore en parallèle les champs de la peinture, du dessin, de la gravure – pigment naturel, eau forte, pointe sèche, monotype, lithographie et collage.
Elle a monté plus de 40 expositions personnelles et participé à de nombreuses expositions collectives, aussi bien en Suisse qu’à l’étranger. 
Elle collabore régulièrement avec des écrivains et poètes francophones dans le cadre d’édition de livres d’art.
On trouve ses peintures et des vitraux dans différents espaces publics et privés en Suisse romande. Ses œuvres sont présentes dans des collections de collectivités publiques ou privées en Suisse et en France.

## Expositions

### Expositions individuelles
- 2019 : Pavillon de l'estampe, Musée Jenisch, Vevey (Suisse)
- 2016 : Bibliothèque cantonale et universitaire, site Riponne, Lausanne (Suisse)
- 2012 : Ferme de la Chapelle, Grand-Lancy, Genève (Suisse)
- 2011 : Galerie Isabelle Getaz, Mont-sur-Rolle (Suisse)
- 2011 : Galerie Arts et Lettres, Vevey (Suisse)
- 2009 : Espace culturel, Assens (Suisse)
- 2007 : Galerie Arts et Lettres, Vevey (Suisse)
- 2006 : Galerie Jean-Jacques Hofstetter, Fribourg (Suisse)
- 2005 : Galerie Alexandre Mottier, Genève (Suisse)
- 2004 : Cité Internationale des Arts, Paris (France)
- 2001 : Galerie L'Entr'acte, Lausanne (Suisse)
- 1998/1999 : Cabinet cantonal des estampes, Musée Jenisch, Vevey (Suisse)

### Expositions collectives
- 2017 : « Made in Lausanne: livres d'artiste et leurs éditeurs-créateurs vaudois », Bibliothèque d'art et d'archéologie (Genève) (Suisse)
- 2011 : International Triennal of Small Graphic Forms, Lódz (Pologne)
- 2009 : XIIe Rencontres internationales de l'édition de Création, Marseille (également en 2005 et 2008)
- 2007 : « Le Fonds des arts plastiques de la Ville de Lausanne 2002-2006 », Espace Arlaud, Lausanne (Suisse)
- 2007 : Troisième Biennale de l’estampe, Musée de Saint-Maur (France)
- 2007 : « Livres d’artistes : de Matisse à nos jours », Musée national d’histoire de Taipei (Taïwan)
- 2007 : « Autour de Melencolia I », Trace de poète, Isle sur la Sorgue (France)
- 2007 : « Sculpture sur prose », exposition itinérante, Festival franco-anglais de poésie et Éditions TranSIGNUM, Paris (France)
- 2006 : « Du côté de Rilke », Galerie Isoz, Sierre (Suisse)
- 2006 : « Le dessin : sept expressions », Galerie Alexandre Mottier, Genève (Suisse)
- 2005 : Mois de l’estampe, CIA Paris et Romainville (France)
- 2003 : « Accrochage [Vaud 2003] », Musée cantonal des Beaux-Arts de Lausanne (Suisse)
- 2002 : Mini print internacional of Cadaqués (Espagne)
- 2002 : « 3x3 », Genève, Martigny (Suisse)

## Monographies
- 2016 : Claire Nicole, textes de Alexandre Voisard, Françoise Jaunin, Antonia Nessi, Silvio Corsini, Editions Till Schaap, Berne
- 2011 : Claire Nicole, œuvres sur papier 2001-2011, éditions Galerie Isabelle Gétaz, Mont-sur-Rolle
- 2005 : Reymond A., Claire Nicole. Paris – Cité internationale des arts. 1.2 - 31.7.2004, avec des textes de Yankel Karro, Éditions Vie Art Cité, Lausanne
- 1998 : Jaunin F., Minder N., Claire Nicole : Terres gravées, Éditions Vie Art Cité, Lausanne
- 1988 : Acatos S., Claire Nicole : Passage des formes, Éditions Vie Art Cité, Lausanne
- 1982 : Anex G., Claire Nicole : Une cosmologie imaginaire, Éditions Eliane Vernay, Genève